# Fort Riley
Fort Riley – instalacja Armii Stanów Zjednoczonych w północno-wschodnim regionie stanu Kansas, nad rzeką Kansas, położona  pomiędzy Junction City i uniwersyteckim miastem Manhattan (Kansas State University). Instalacja zajmuje powierzchnię 100 656 akrów (407 km²) w hrabstwach Geary i Riley. Obejmuje dwie jednostki osadnicze (ang.: census-designated places): Fort Riley North i Fort Riley-Camp Whiteside. Za dnia przebywa tu ok. 25 000 osób. Na terenie bazy znajdują się obecnie instytucje Armii specjalizujące się w szkoleniu piechoty zmotoryzowanej. Jest to baza 1 Dywizja Piechoty (USA).
Fort Riley powstał w 1853 jako fortyfikacja kresowa chroniąca osadników przemieszczających się wozami na zachód szlakami California Trail, Oregon Trail i Santa Fe Trail. Nadano mu patronat generała Bennetta C. Rileya, przywódcy pierwszej wojskowej obstawy na szlaku Santa Fe Trail.
W latach po wojnie secesyjnej, Fort Riley stanowił jeden z najważniejszych ośrodków Kawalerii Stanów Zjednoczonych i funkcjonowała tu szkoła kawalerzystów i szkolenia taktycznego w użyciu kawalerii. Fort Riley był bazą wypadową podczas wojen z Indianami Wielkich Równin. W Fort Riley stacjonował m.in. generał George Armstrong Custer.
Później, w 1887, Fort Riley stał się siedzibą United States Cavalry School. Afroamerykańskie pułki kawalerii, 9 i 10, tzw. Buffalo Soldiers, bazowały w Fort Riley w XIX i na początku XX wieku.
Podczas I wojny światowej, bazowało tu 50 000 żołnierzy, i ogólnie instalacja ta przeszła w pamięci jako strefa zero pandemii grypy w latach 1918–1919, kiedy miejscowi rozpowszechnili zarazę na świat z ogromnymi skutkami śmiertelnymi, znacznie cięższymi od strat poniesionych w walkach na froncie.
Po II wojnie światowej w Fort Riley bazowały różne jednostki, w tym 1 Dywizja Piechoty Armii USA w latach 1955–1996. W latach 1999–2006 była to siedziba 24. Dywizji Piechoty. W sierpniu 2006 1. Dywizja Piechoty przeniosła swoje dowództwo do Fort Riley z Leighton Barracks w Niemczech.
Na terenie Fort Riley jest czynnych szereg muzeów, w tym U. S. Cavalry Museum, z dużą kolekcją eksponatów z historii kawalerii amerykańskiej od wojny o niepodległość USA do dezaktywizacji kawalerii w 1950.  Muzeum 1 Dywizji Piechoty opiewa dzieje tej jednostki od 1917 do dziś. Muzeum o nazwie The Custer House jest autentycznie umeblowane antykami na wzór domostwa XIX wieku i wiernie przedstawia instalację Armii USA z tego okresu jak i życia rodzin wojskowych tego czasu.